# Élections sénatoriales de 1989 en Guyane
L'élection sénatoriale en Guyane a eu lieu le dimanche 24 septembre 1989. 
Elle a eu pour but d'élire le sénateur représentant le département de Guyane pour un mandat de neuf années.

## Contexte départemental
Lors des élections sénatoriales du 28 septembre 1980 en Guyane, un sénateur a été élu, Raymond Tarcy (PSG).
Depuis, tous les effectifs du collège électoral des grands électeurs ont été renouvelés, avec les élections législatives de 1988 en Guyane, les élections régionales françaises de 1986, les élections cantonales de 1986 et 1989 et les élections municipales françaises de 1989.

## Rappel des résultats de 1980
|                | Raymond Tarcy  | PSG            | 104 | 58,56  |  |  |
|                | Serge Patient  | UDF            | 84  | 41,44  |  |  |
|                |                |                |     |        |  |  |
| Inscrits       | Inscrits       | Inscrits       | 112 | 100,00 |  |  |
| Abstentions    | Abstentions    | Abstentions    | 1   | 0,89   |  |  |
| Votants        | Votants        | Votants        | 111 | 99,11  |  |  |
| Blancs et nuls | Blancs et nuls | Blancs et nuls | 0   | 0,00   |  |  |
| Exprimés       | Exprimés       | Exprimés       | 111 | 99,11  |  |  |

## Sénateur sortant
| Sénateur | Sénateur      | Parti | Fonctions lors de l'élection en 1980                 |
| -------- | ------------- | ----- | ---------------------------------------------------- |
|          | Raymond Tarcy | PSG   | Conseiller général, maire de Saint-Laurent-du-Maroni |

## Présentation des candidats
Le seul représentant de la Guyane est élu pour une législature de 9 ans au suffrage universel indirect par les 196 grands électeurs du département. 
En Guyane, le sénateur est élu au scrutin majoritaire à deux tours.
| Candidats | Candidats      | Parti | Principale fonction           |
| --------- | -------------- | ----- | ----------------------------- |
|           | Raymond Tarcy  | PSG   | Sénateur sortant              |
|           | Georges Othily | PSG   | Président du conseil régional |
|           | Arsène Bouyer  | DVD   |                               |

## Résultats
|                | Georges Othily | PSG            | 104 | 54,45  |  |  |
|                | Raymond Tarcy  | PSG            | 84  | 43,98  |  |  |
|                | Arsène Bouyer  | DVD            | 3   | 1,57   |  |  |
|                |                |                |     |        |  |  |
| Inscrits       | Inscrits       | Inscrits       | 196 | 100,00 |  |  |
| Abstentions    | Abstentions    | Abstentions    | 3   | 1,53   |  |  |
| Votants        | Votants        | Votants        | 193 | 98,47  |  |  |
| Blancs et nuls | Blancs et nuls | Blancs et nuls | 2   | 1,02   |  |  |
| Exprimés       | Exprimés       | Exprimés       | 191 | 97,45  |  |  |